# Varcare la soglia

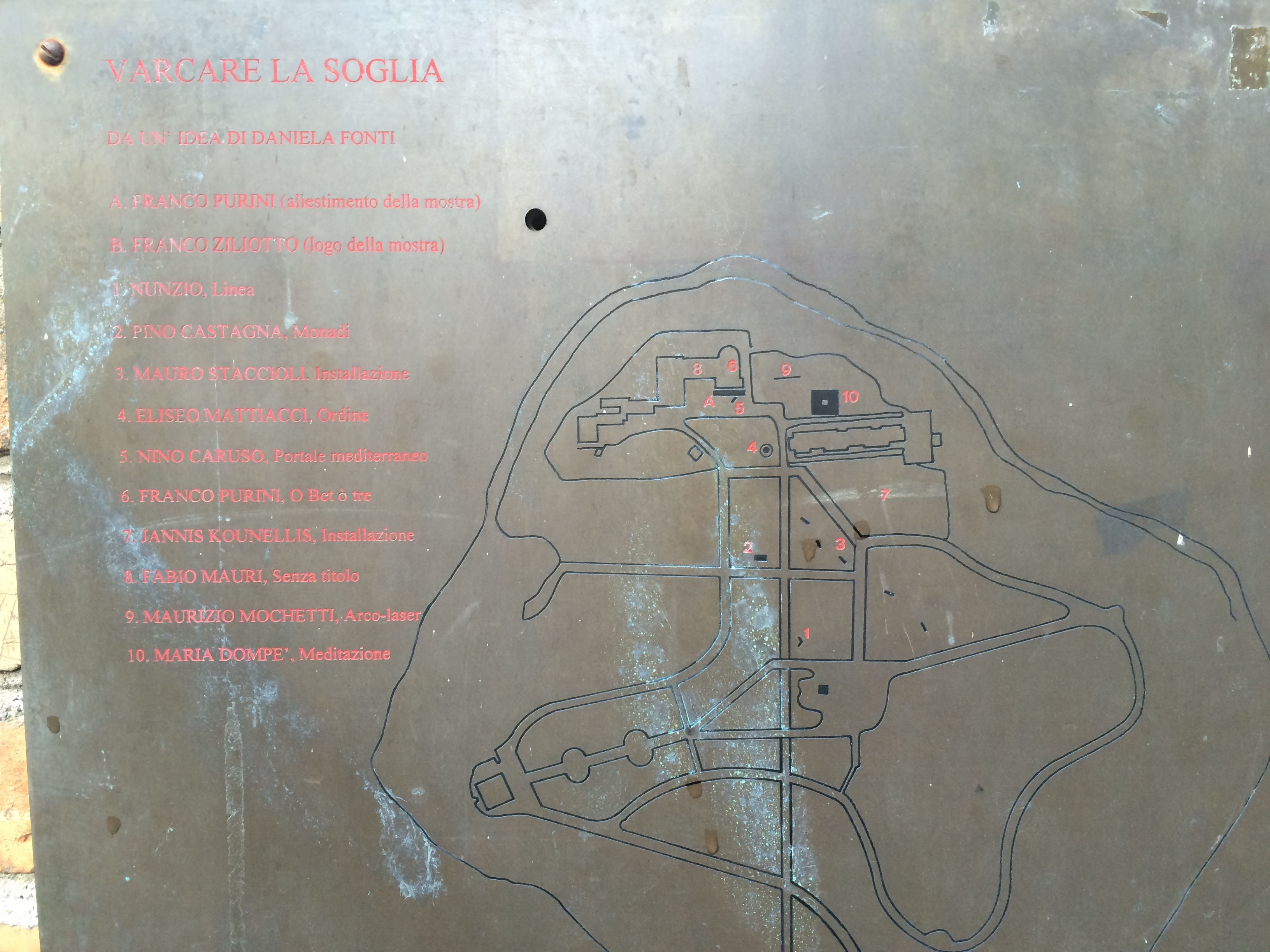
Mappa del percorso a Villa Glori

Varcare la soglia è un percorso di scultura contemporanea situato a Villa Glori, un parco di Roma nel quartiere Parioli.

## Storia
Su idea della critica d'arte italiana Daniela Fonti, nel 1997 il Comune di Roma ha allestito un'esposizione permanente di scultura contemporanea nel Parco di Villa Glori volto ad integrare l'arte alla natura.
Nel 2000 il percorso viene ampliato con due nuove opere: la Porta del Sole e l'Uomo-erba.

## Descrizione
Il percorso è dislocato tra i pini e gli spazi aperti di Villa Glori e comprende le seguenti opere:
- Linea di Nunzio
- Monadi di Pino Castagna
- Installazione di Mauro Staccioli
- Ordine di Eliseo Mattiacci
- Portale mediterraneo di Nino Caruso
- O Bet ò tre di Franco Purini
- Installazione di Jannis Kounellis
- Senza titolo di Fabio Mauri
- Arco-laser di Maurizio Mochetti
- Meditazione di Maria Dompè
- Porta del Sole di Giuseppe Uncini
- Uomo-erba di Paolo Canevari

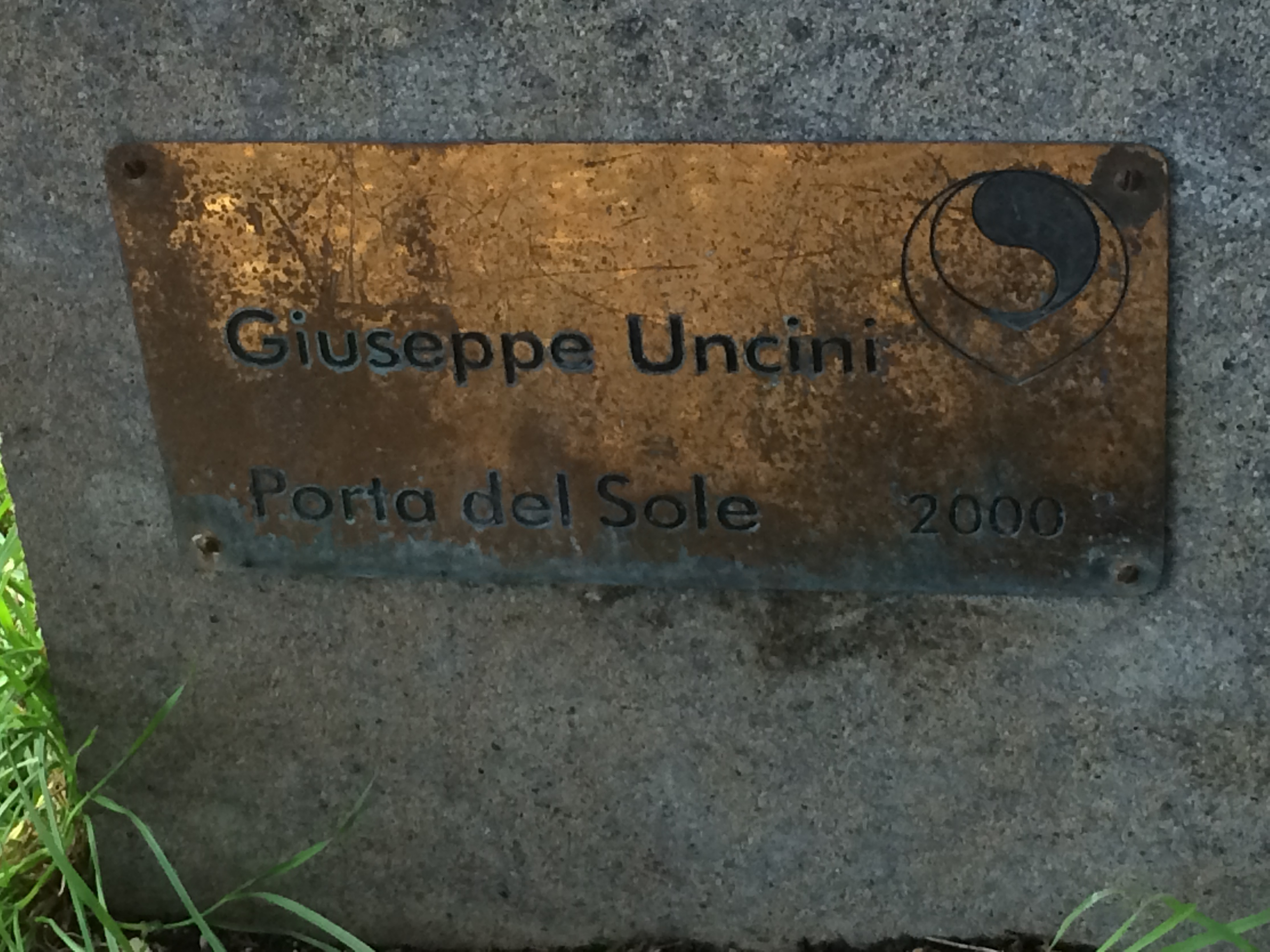
Targa della Porta del Sole, sulla destra è visibile il logo della mostra

Da menzionare i contributi di Franco Purini all'allestimento della mostra e di Franco Ziliotto nella realizzazione del logo della mostra.

## Galleria d'immagini

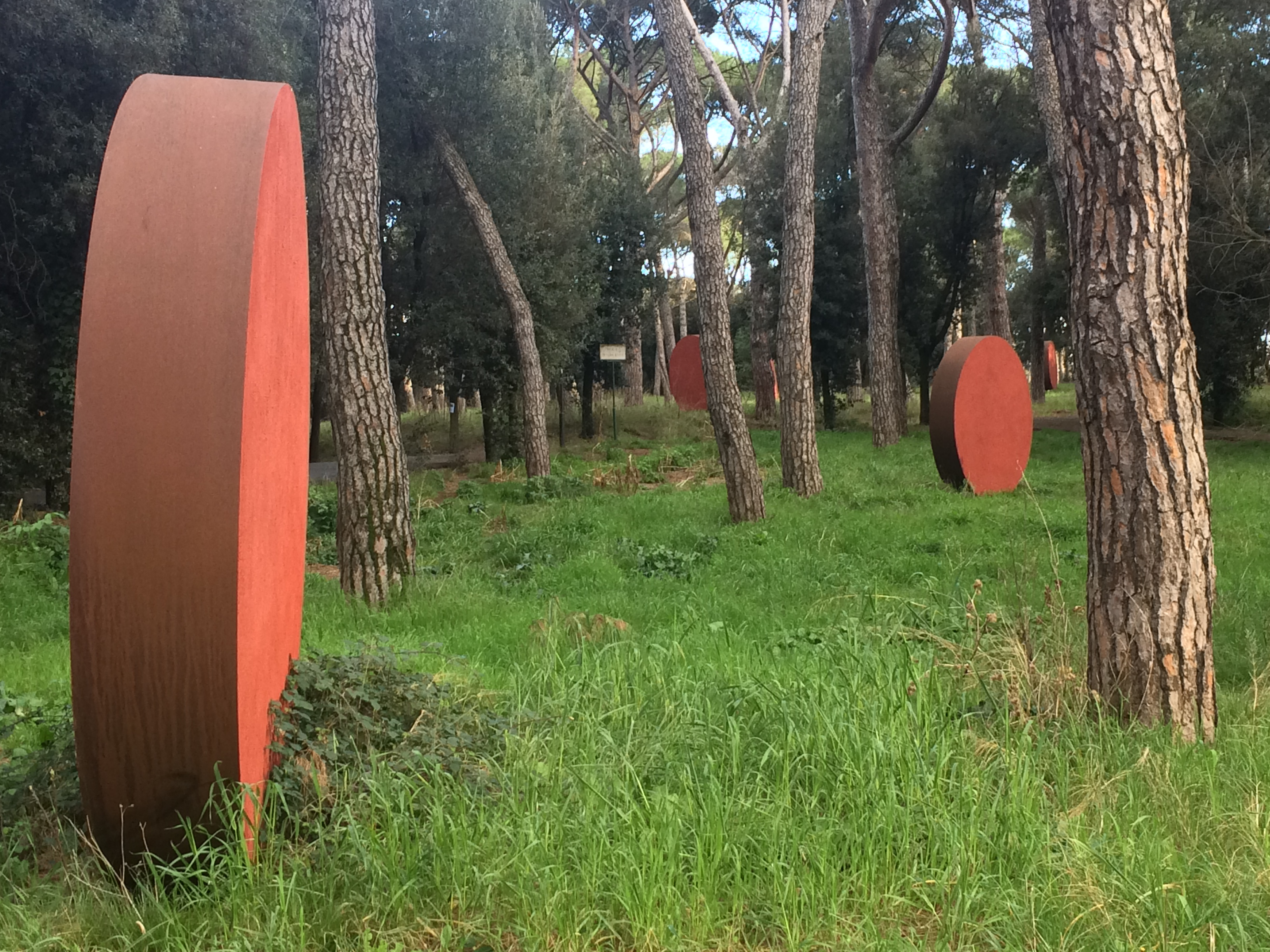
Tondi di Mauro Staccioli
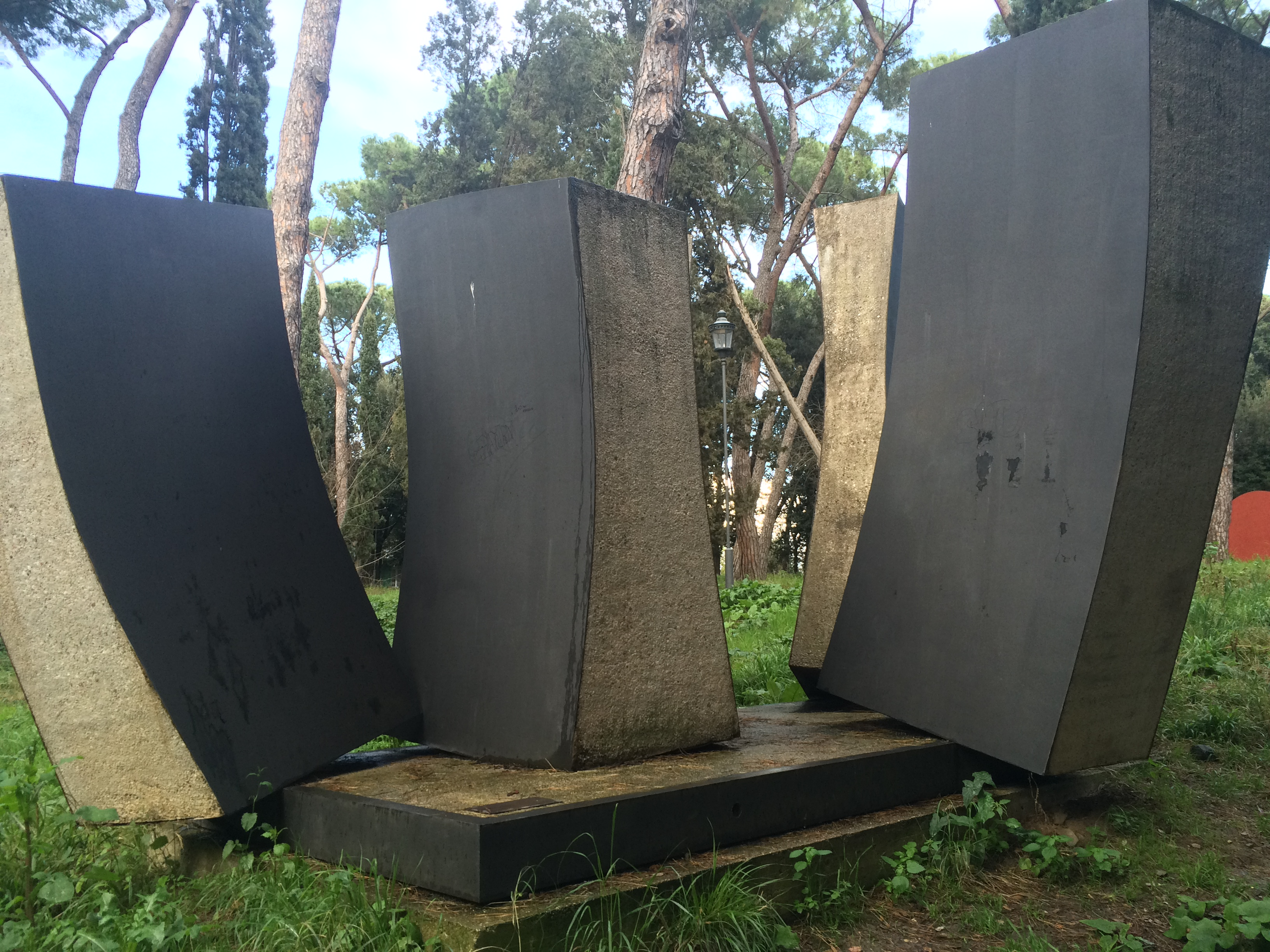
Le Monadi di Pino Castagna
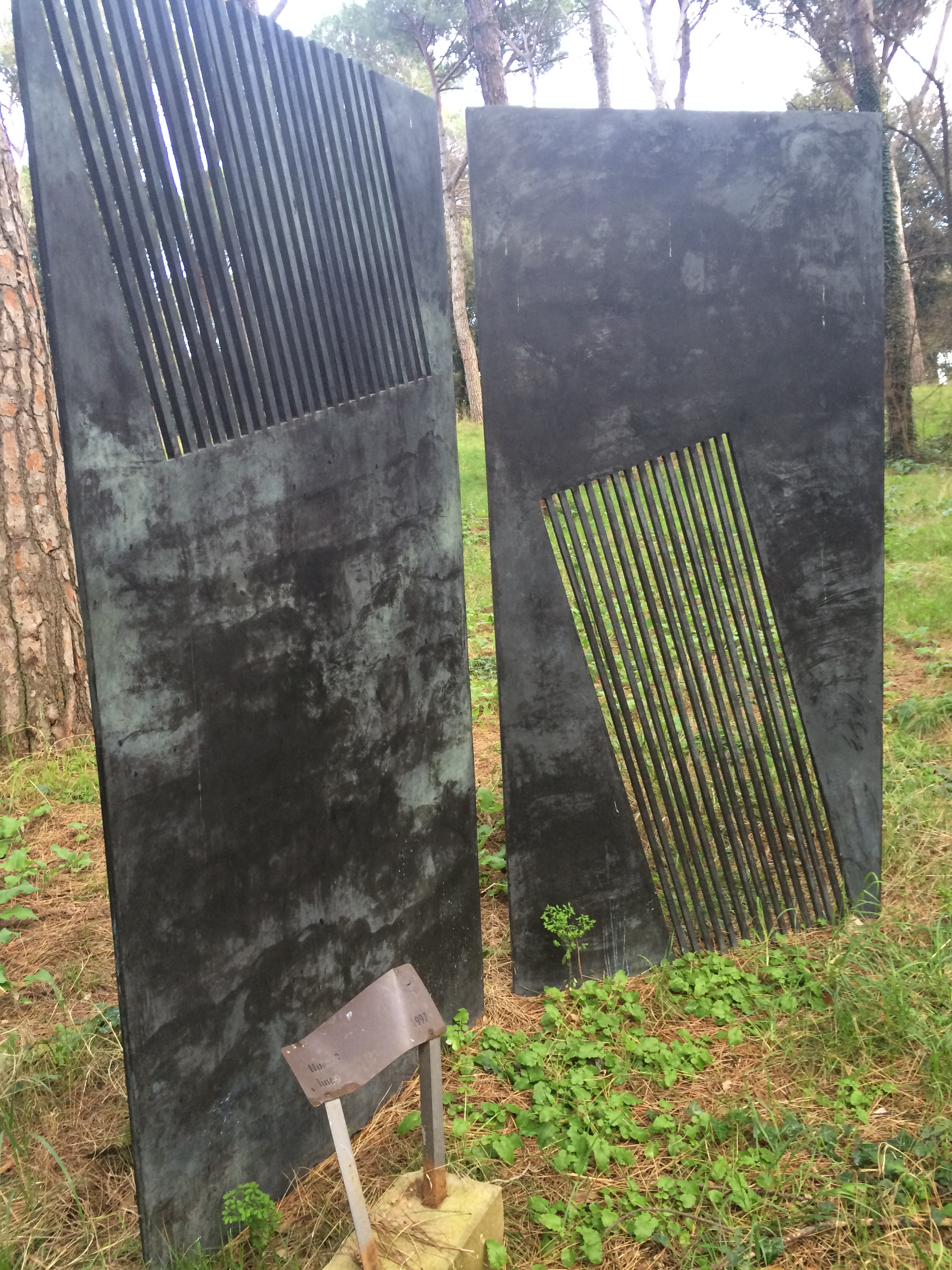
Linea di Nunzio
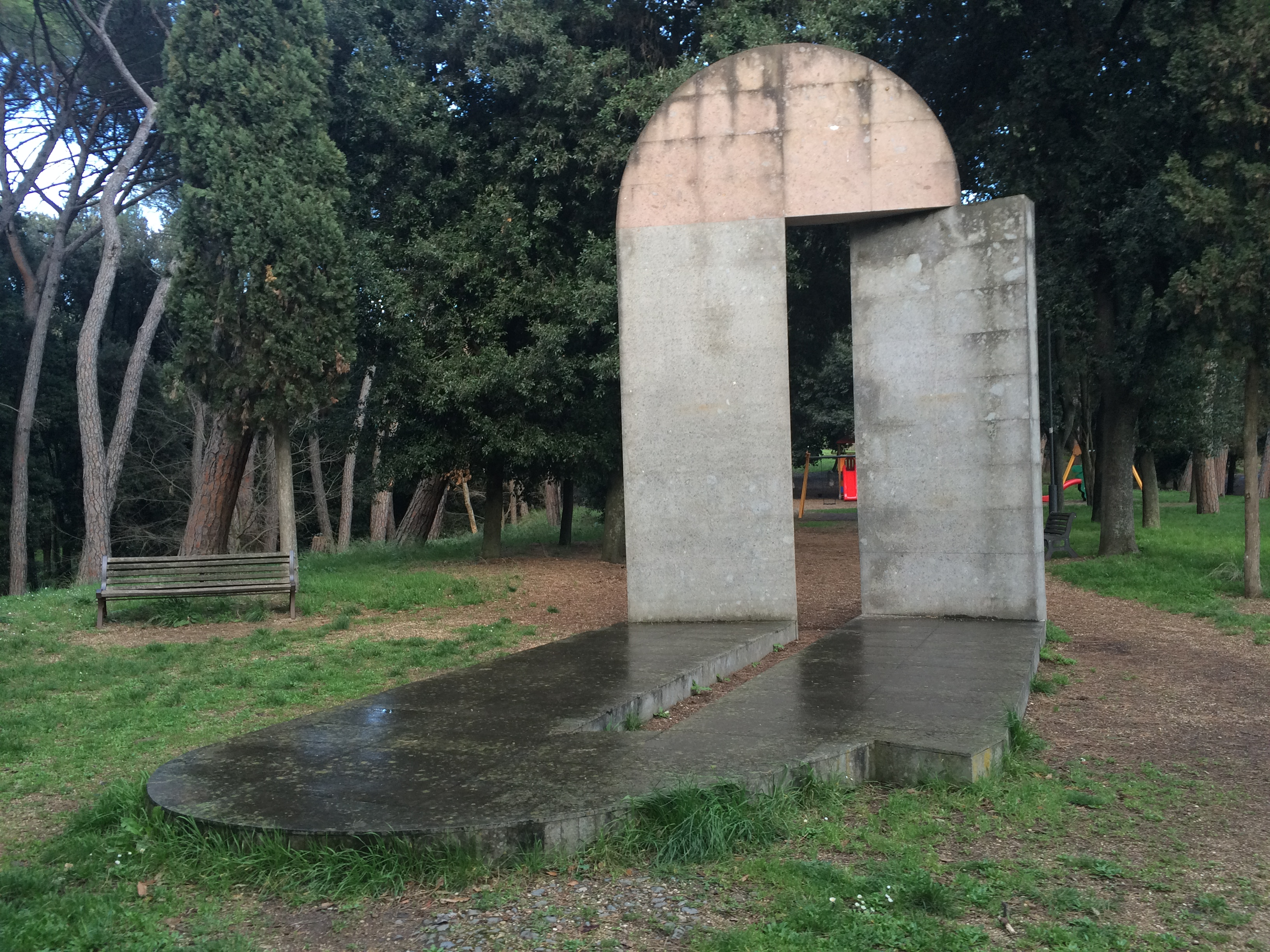
Porta del Sole di Giuseppe Uncini